# Everipedia
Everipedia（/ˌɛvərɪˈpiːdiə, ˌɛvəri-/）是一个基于維基技術的在线百科全书，一定程度上也是其母公司宣傳區塊鏈技術的廣告網站。该网站成立于2014年12月，于2015年1月作为维基百科的一个复刻版推出。它的持有者是Everipedia公司（Everipedia, Inc.），一家总部位于美国加州洛杉矶西木区的盈利性公司。
直到2022年網站停止服務前，Everipedia的大部分页面都是维基百科文章的副本，在網站停止服務後，該網址會轉向到母公司另外成立的IQ.Wiki網站，是一個只收錄區塊鏈和加密貨幣主題的百科全書。
该网站的名字来源于“Everything”（每件事物）和“Encyclopedia”（百科全书），并是这两个词的合成词。Everipedia的目标是建立最易访问的在线百科全书，而不是像具有限制性的维基百科那样。Everipedia适应一些社交媒體的元素，比如允许名人与粉丝互动交流；并且在内容可供查证且中立的情况下，允许用户在任何话题上创建页面。该公司使用EOS区块链技术和一种名为IQ的加密货币令牌来鼓励内容生成，并阻止某些国家屏蔽其内容。2018年8月9日，Everipedia在EOS区块链上发布。

## 历史
Everipedia成立于2014年12月，最初是萨姆·卡泽米安和西奥多·弗塞利斯在加利福尼亚大学洛杉矶分校的卡泽米安的宿舍里开发的一个小项目。这一百科全书于2015年1月正式推出。特拉维斯·摩尔（Travis Moore）于2015年冬天加入公司，马赫博德·莫格达姆则于2015年7月加入公司。
2015年10月，在波莫納加州州立理工大學的一次会议上，乔治·比尔（George Beall）被介绍给了Everipedia的创始人们。在比尔卖掉了自己初创的科技企业之后，他于2016年1月加入了联合创始人的行列。2017年12月，维基百科联合创始人拉里·桑格出任Everipedia的首席信息官。但隨後在2019年辭職。

## 公司
Everipedia是由营利性公司拥有和运营的。该网站的名字来源于“Everything”（每件事物）和“Encyclopedia”（百科全书），并是这两个词的合成词。该公司总部设在靠近加州大学洛杉矶分校的美国加利福尼亚州洛杉矶西木区的一个顶层阁楼里。该网站之前的定位是“每个人的百科全书”（everyone's encyclopedia），后更改为“一切的百科全书”（the encyclopedia of everything）。2017年1月，公司有8名全职员工，其中包括两名开发者。而截至2018年2月，Everipedia有15名全职员工。
该公司已筹集到了资金，并从天使投资者那里获得了资金。2015年7月，该公司从获得了第一笔种子基金，并通过Wefunder筹集了近13万美元。截至2017年1月，他们通过天使投资筹集了70万美元。2018年2月8日，该公司宣布在银河资本的EOS.io生态系统基金的领导下，筹集了3000万美元的资金。
该公司在2016年声称，公司价值达1000万美元。2016年，该网站的大部分收入来自广告。在2017年，每篇文章的底部都有一条信息，写着“广告”，指向潜在赞助商的信息。该公司的目标是通过捐赠或广告横幅以外的方式创造收入。

## 区块链
2017年12月6日，该公司宣布计划使用EOS区块链生成编辑和存储信息。Everipedia还表示，他们正在建立一个点对点维基网络，通过使用比特币来激励编者使用具有合法货币价值的代币，从而增加一个激励系统。
在区块链实施后，该公司计划将原有的点数转换成令牌货币。这一标记化的系统可以让每个用户成为这一维基网络中的利益相关者。每位编者将在每次编辑时使用它们的令牌。如果他们的贡献被接受，用户将能够取回令牌，该令牌将获得与所添加内容成比例的值。如果编辑不被接受，用户就不能取回令牌。
公司联合创始人西奥多·弗塞利斯表示，IQ令牌计划在2月份空投到EOS名单中，并计划在6月份推出网络。
Everipedia于2018年8月9日在EOS区块链上发布。Everipedia表示，区块链模型没有集中的服务器，故而消除了服务器的成本问题。由于Everipedia是通过区块链去中心化的，西奥多·弗塞利斯声称政府不可能通过其指定的服务器IP地址来审查Everipedia。

## 内容和用户
截至2017年10月，Everipedia的大部分页面都是维基百科文章的副本。据报道，Everipedia利用一个实时互联网机器人来监控维基百科的最近更改，同步这些更改；但它更倾向于在Everipedia上进行的本地编辑。然而，截至2017年10月，Everipedia的文章没有像维基百科的条目那样定期更新。因为维基百科的关注度准则比Everipedia更严格，所以Everipedia接受的条目范围比维基百科更大。而且，Everipedia不允许对任何来源文章的主题进行审查。
2016年3月，Everipedia共有20万个页面。根据Alexa Internet的数据，截至2019年1月18日，Everipedia在全球网络流量方面排名29017位（美国排名8730位）。在巴西、中国、德国和印度都有Everipedia的社群。该公司在2017年表示，Everipedia拥有1.7万名注册编辑和2000名活跃编辑，每月有300万用户。在2019年，西奥多·弗塞利斯说有7000名活跃的编辑。
几十个破坏者被禁止进入Everipedia。在2017年波音波音的采访中，西奥多·弗塞利斯声称Everipedia社区通常在5分钟内就能识别出破坏者。该公司有一组编辑负责巡查网站上的活动，并删除他们认为可疑的内容。
该网站经常关注热门话题，只有少数几篇由该网站用户撰写的文章，大多是关于YouTuber、表情包、白人至上主义者和警察枪击受害者等耸人听闻的话题。该网站最初因提供突發新聞主题的假新聞而受到批评。在2017年拉斯维加斯枪击案和联航快运3411号班机事件中，网站上的信息指出的相关人士的信息是错误的。《大纲》的杰夫·约翰·罗伯茨（Jeff John Roberts）对Everipedia带来的隐私相关的后果提出了担忧。
Everipedia提供一项按月付費的服务，允许用户和企业创建量身定制的Everipedia条目，且可对条目“全天监控更新和防止破坏行为”。